# 32112 Katiekumamoto
32112 Katiekumamoto è un asteroide della fascia principale. Scoperto nel 2000, presenta un'orbita caratterizzata da un semiasse maggiore pari a 2,747943 UA e da un'eccentricità di 0,161333, inclinata di 7,726923° rispetto all'eclittica.